# Exechopsis versicolor
Exechopsis versicolor is een spinnensoort uit de familie hangmatspinnen (Linyphiidae). De soort komt voor in Colombia en Ecuador.